# Отерсхајм
Отерсхајм (њем. Ottersheim) општина је у њемачкој савезној држави Рајна-Палатинат. Једно је од 81 општинског средишта округа Донерсберг. Према процјени из 2010. у општини је живјело 340 становника. Посједује регионалну шифру (AGS) 7333058.

## Географски и демографски подаци
Отерсхајм се налази у савезној држави Рајна-Палатинат у округу Донерсберг. Општина се налази на надморској висини од 233 метра. Површина општине износи 2,7 km². У самом мјесту је, према процјени из 2010. године, живјело 340 становника. Просјечна густина становништва износи 124 становника/km².